# Synagoga w Pečovskiej Novej Vsi
Synagoga w Pečovskiej Novej Vsi – synagoga znajdująca się w Pečovskiej Novej Vsi na Słowacji.
Synagoga została zbudowana w 1868 roku, przez miejscową ortodoksyjną gminę żydowską. Dawniej była centrum religijnym oraz edukacyjnym wsi. Obecnie w synagodze znajduje się opuszczona stodoła. 
Pierwotnie synagoga posiadała charakterystyczny układ wnętrz. W zachodniej części znajdował się mały przedsionek z klatką schodową, która prowadziła na babiniec. We wschodniej części znajdowała się główna sala modlitewna, z pięknym Aron ha-kodesz znajdującym się na wschodniej ścianie. Obecnie z dawnego wyposażenia nic się nie zachowało oprócz fragmentarycznych resztek dekoracji naściennych.